# Leucania subrubrescens
Leucania subrubrescens là một loài bướm đêm trong họ Noctuidae.